# 厄士金路
厄士金路（英語：Erskine Road），舊俗稱「馬車房街」，是一條位於新加坡歐南規劃區內牛車水的單行道。
厄士金路起點為橋南路交界處，終點為安祥路與卡达耶那鲁街的交界處。

## 名称
關於該路名的由來有兩種可能的說法。第一種是以19世紀70年代的工程公司「霍華厄士金公司」（英語：Howarth Erskine and Company）的成員塞繆爾·厄士金（英語：Samuel Erskine）命名。第二種是以政府官員J.J. 厄士金命名，他於1824年被記錄擁有新加坡的土地。由於此道路是在1907年沿線建屋後才命名，因此更有可能是以塞繆爾·厄士金為名。